# Amata kolthoffi
Amata kolthoffi là một loài bướm đêm thuộc phân họ Arctiinae, họ Erebidae.